# Leticia Calderón
Carmen Leticia Calderón León (Mexikóváros, 1968. július 15. –) mexikói színésznő.

## Élete és pályafutása
Élt Alvaradóban, Veracruzban, Heroica Guaymasban, Sonora, La Pazban és Mexikóvárosban, ahol a Centro de Capacitación de Televisában (Televisa Oktatási és Képzési Központ) tanult.
Gyermekkori álma volt, hogy színésznő lehessen. Számos színházi darabban és telenovellában játszott. Egyik legnépszerűbb szerepe az Esmeralda volt, amely nagy sikert aratott különösen a kelet-európai országokban.

## Magánélete
1997. november 10-én feleségül ment Marcos Lópezhez, akitől 2000. február 25-én vált el. 2003 márciusában Juan Colladóval házasodott össze, akitől két fia született, Luciano és Carlo. Kisebbik fia 2005-ben, Mexikóvárosban született.

## Filmográfia

### Televízió
| Év        | Cím                          | Eredeti cím                  | Szerep                                 | Magyar hang    |
| --------- | ---------------------------- | ---------------------------- | -------------------------------------- | -------------- |
| 1982      |                              | Chispita                     |                                        |                |
| 1982      |                              | Bianca Vidal                 |                                        |                |
| 1983      |                              | Amalia Batista               | Leticia                                |                |
| 1984      |                              | Principessa                  | Vicky                                  |                |
| 1985      | El ángel caído               |                              |                                        |                |
| 1986      |                              | Monte calvario               | Tere                                   |                |
| 1986      |                              | El camino secreto            | Alma                                   |                |
| 1987      |                              | La indomable                 | María Fernanda Villalpando             |                |
| 1987      | Tal como somos               | Meche                        |                                        |                |
| 1989      |                              | La casa al final de la calle | Teresa Altamirano Nájera               |                |
| 1990      | La hora marcada              | Lucía                        |                                        |                |
| 1990      | Megveszem ezt a nőt          | Yo compro esa mujer          | Ana Cristina Montes de Oca             | Szabó Gabi     |
| 1991      |                              | Valeria y Maximiliano        | Valeria Landero de Riva                |                |
| 1993      |                              | Entre la vida y la muerte    | Susana Trejos                          |                |
| 1994      | Mujer, casos de la vida real | Különböző szerepek           |                                        |                |
| 1994      |                              | Prisionera de amor           | Consuelo                               |                |
| 1995      | Lazos de amor                | Silvia Pinal asszisztense    |                                        |                |
| 1996      |                              | La antorcha encendida        | Teresa de Muñiz                        |                |
| 1997      | Esmeralda                    | Esmeralda                    | Esmeralda Rosales-Peñarreal de Velasco | Nyírő Beáta    |
| 1999      |                              | El diario de Daniela         | Leonor de Monroy                       |                |
| 1999      | Cuento de Navidad            | Jövő karácsonyok szelleme    |                                        |                |
| 1999      | Julieta                      | Laberintos de pasión         | Julieta Valderrama                     | Nyírő Beáta    |
| 2003      | Tiszta szívvel               | Amor real                    | Hanna de la Corcuera                   | Orosz Anna     |
| 2006      |                              | Heridas de amor              | Fernanda de Aragón (fiatal)            |                |
| 2006      | Plaza Sésamo                 | Lety                         |                                        |                |
| 2008      |                              | Mujeres asesinas             | Sonia de Quevedo                       |                |
| 2008–2009 | A szerelem nevében           | En nombre del amor           | Carlota Espinoza de los Monteros       | Orosz Anna     |
| 2011      | A végzet hatalma             | La fuerza del destino        | Alicia Villagómez                      | Orosz Anna     |
| 2012      | A szív parancsa              | Amor bravío                  | Isadora González viuda de Lazcano      | Orosz Anna     |
| 2015      | Ne hagyj el!                 | A que no me dejas            | Inés Urrutia de Murat                  | Orosz Anna     |
| 2016      |                              | Mujeres de negro             | Irene Palazuelos                       |                |
| 2019      | El corazón nunca se equivoca | Elsa Reynoso Vargas          |                                        |                |
| 2020      | Derült égből apa             | Soltero con hijas            | Carmina Ríos/ de Montero               | Bertalan Ágnes |
| 2020–2021 | Imperio de mentiras          | Victoria Robles de Cantú     |                                        |                |
| 2023      | Leona bosszúja               | El amor invencible           | Josefa Aizpuru                         | Nyírő Beáta    |
| 2024      | Mi amor sin tiempo           | Mi amor sin tiempo           | Greta                                  |                |

### Film
- Noches de ronda: (1992) (Rosita) (Debütáló film)
- Angelito mío: (1998)
- Plaza Sésamo: (2008) (Lety)
- El roomie: (2024) (Elisa)

## Díjak és jelölések
TVyNovelas-díj
| Év   | Kategória                | Telenovella               | Eredmény |
| ---- | ------------------------ | ------------------------- | -------- |
| 1984 | Legjobb új színésznő     | Amalia Batista            | Elnyerte |
| 1987 | Legjobb fiatal színésznő | La indomable              | Elnyerte |
| 1991 | Legjobb női főszereplő   | Megveszem ezt a nőt       | Jelölve  |
| 1993 | Legjobb női főszereplő   | Valeria y Maximiliano     | Jelölve  |
| 1994 | Legjobb női főszereplő   | Entre la vida y la muerte | Jelölve  |
| 1997 | Legjobb női főszereplő   | La antorcha encendida     | Jelölve  |
| 1998 | Legjobb női főszereplő   | Esmeralda                 | Jelölve  |
| 2000 | Legjobb női főszereplő   | Julieta                   | Elnyerte |
| 2007 | Legjobb műsorvezető      | Hoy                       | Jelölve  |
| 2010 | Legjobb női főgonosz     | A szerelem nevében        | Elnyerte |
| 2013 | Legjobb női főgonosz     | A szív parancsa           | Elnyerte |
| 2016 | Legjobb senior színésznő | Ne hagyj el!              | Elnyerte |

Közönség kedvence
| Év   | Kategória        | Telenovella     | Eredmény |
| ---- | ---------------- | --------------- | -------- |
| 2013 | Kedvenc gazember | A szív parancsa | Elnyerte |

People en Español-díj
| Év   | Kategória            | Telenovella        | Eredmény |
| ---- | -------------------- | ------------------ | -------- |
| 2009 | Legjobb női főgonosz | A szerelem nevében | Jelölve  |
| 2012 | Legjobb női főgonosz | A szív parancsa    | Elnyerte |

ACE-díj
| Év   | Kategória                  | Telenovella        | Eredmény |
| ---- | -------------------------- | ------------------ | -------- |
| 1998 | Az év női személyisége     | Esmeralda          | Elnyerte |
| 2010 | Legjobb színésznő          | A szerelem nevében | Elnyerte |
| 2013 | Legjobb női mellékszereplő | A szív parancsa    | Elnyerte |